# 牛頸ダム
牛頸ダム（うしくびダム）は、福岡県大野城市、二級河川・御笠川水系牛頸川（うしくびがわ）に建設されたダムである。
福岡県が管理する県営ダムで、高さ52.7メートルのロックフィルダムである。牛頸川及び御笠川の治水と、水質汚濁の進む御笠川の水質改善を目的に建設された治水ダムで、国庫の補助を受けた補助治水ダムである。住宅地に隣接する都市型ダムでもある。ダムによって形成された人造湖は大野貯水池（おおのちょすいち）と呼ばれ、通称などはない。

## 沿革
博多湾に注ぐ御笠川は、流域に県都・福岡市を始め春日市・大野城市・太宰府市といった人口密集地帯を擁し、福岡都市圏のベッドタウンとして宅地化が急速に進んでいる。また、国道3号、JR九州・鹿児島本線、西鉄天神大牟田線といった枢要な交通機関が通過しており、交通の要衝としても重要な位置にある。
御笠川水系は古くから水害常襲地帯であり、特に1973年（昭和48年）7月に発生した集中豪雨は流域に大きな被害を及ぼした。このため早急な河川改修が必要となったが前述の通り宅地化の進行により、堤防建設といった河川改修は莫大な補償問題が発生するため、十分な改修ができにくい状況にあった。その上元来流量の少ない御笠川は、流域農地からの取水量増大に伴い渇水時には水量が極めて少なくなり、1967年（昭和42年）の渇水では遂に御笠川が枯渇、流水は途絶する深刻な状態となった。これに加え都市化の進行により生活排水が流入、流量の少ない御笠川は短期間のうちに水質汚濁と悪臭に悩まされる河川となった。
このため流域自治体の河川整備や下水道整備で対応していたが、根本的な問題を解決するためには河川総合開発事業による河川整備が不可欠とみた福岡県は、御笠川支流の牛頸川に治水ダムを建設することで洪水調節と河川の正常な流量維持を図り、諸問題を解決することとした。こうして1970年（昭和45年）より『御笠川総合開発事業』の一環として計画されたのが牛頸ダムであり、1972年（昭和47年）より事業に着手。この間水没する5戸の住民との補償交渉を経て1976年（昭和51年）より本体建設工事に着手、21年の歳月を経て1991年（平成3年）に完成した。

## 概要
ダムは堤高52.7mの中央土質遮水壁型ロックフィルダムである。堤体中央部の基礎岩盤には礎石が埋設されている。ダム湖は「大野貯水池」と呼ぶ。
目的は牛頸川・御笠川の洪水調節、御笠川より古くから農業用水を取水している既得水利権者分の用水補給及び御笠川の流水を正常な水量に一定維持することによる水質汚濁改善を目的とした不特定利水である。洪水調節と不特定利水は「治水」として目的が包括されるため、両者の目的しかないダムは多目的ダムとはならない。このようなダムは「治水ダム」と呼ばれる。牛頸ダムは福岡県が国庫補助を受けて建設した治水ダムなので、専門的には「補助治水ダム」と呼ばれる。この制度は1972年に制定されたもので、福岡県が初めて手掛けた補助治水ダムでもあった。
なお、北東の太宰府市には同じ御笠川水系大佐野川に建設された大佐野ダムがあり、牛頸山を越えた反対側には山神ダム（山口川）がある。この山神ダムは補助多目的ダムとしては全国でも数少ないコンバインダム（山神ダムは重力式コンクリートダムとロックフィルダムの複合型）である。

## 周辺

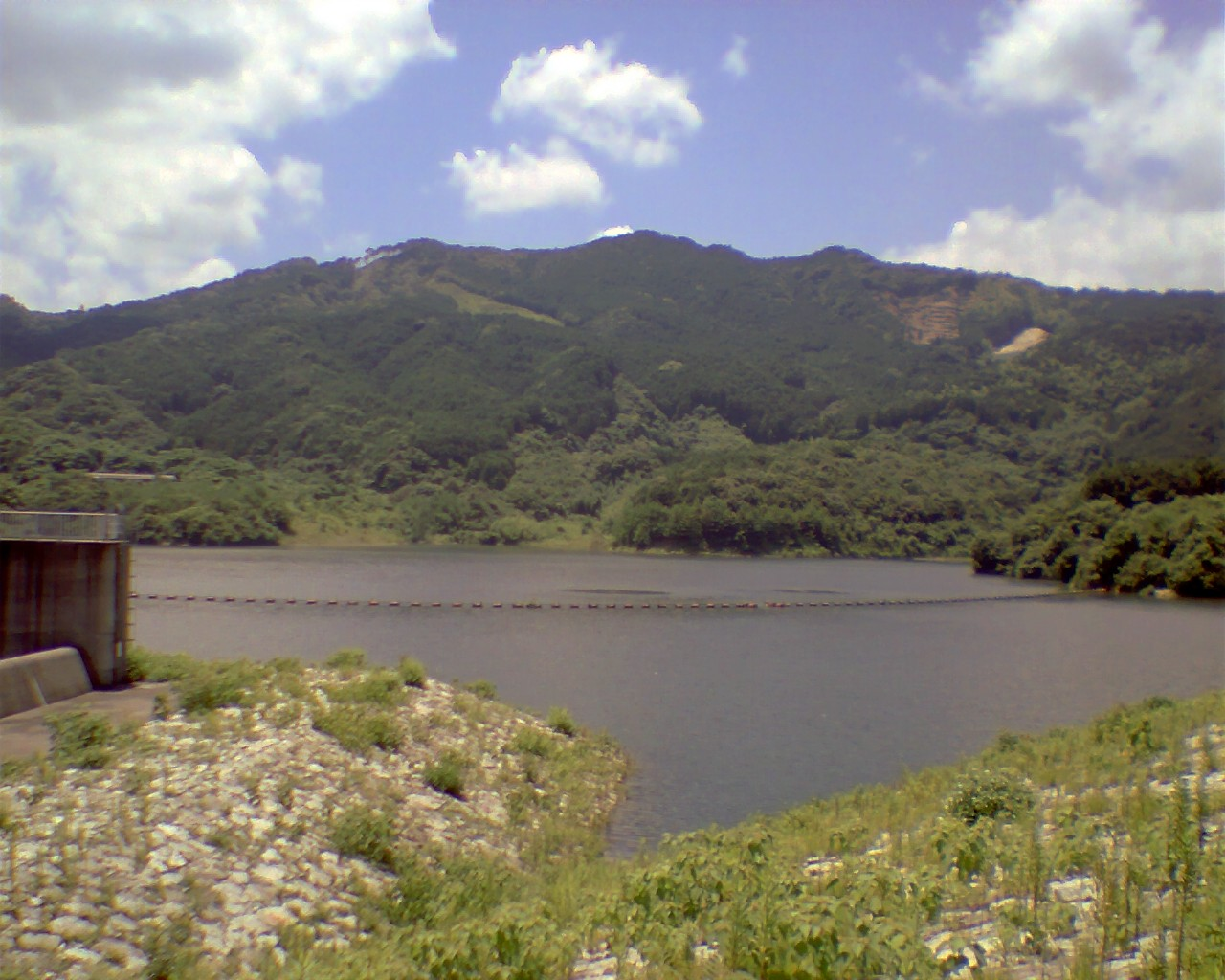
大野貯水池

周囲は豊富な自然に恵まれ、夏季には蛍（ゲンジボタル）の名所となることで知られる。
- 大野城いこいの森

周辺に設けられた中央公園、スポーツ公園、水辺公園、およびキャンプ場と、これらを囲む区域の総称。夏季には避暑の人々で大変賑わう場である。
- ホタルの里

北側の真下にある井出1号公園の脇の牛頸川の西岸の一角を指していう。毎年5月の下旬から6月にかけて、市環境課主催の蛍の見物祭が催される場所である。
- 牛頸ダム記念館

数百メートル北方の地点にある市運営のコミュニティ施設。大字牛頸279番地1に所在。
- 牛頸山法照寺

南手の水辺公園の東に所在する真言宗善通寺派の寺。大日大聖不動明王を本尊とし、十三仏なども置かれている。
- 山の神

わずか東の雑木に囲まれた地点に存在する縁起不明の小さな祠。

## 交通
- 西鉄天神大牟田線下大利駅から西鉄バス南山手団地行きに乗車し「南山手四角」下車、徒歩16分（1.3㎞）。もしくは平野ハイツゆきに乗車し「平野ハイツ入口」下車、徒歩18分（1.4㎞）。
- マイカーの場合、九州自動車道太宰府インターチェンジより6.5㎞
- 駐車場あり